# Saison 4 de Brooklyn Nine-Nine
Chronologie
Saison 3 Saison 5
Cet article présente les épisodes de la quatrième saison de la série télévisée américaine Brooklyn Nine-Nine.

## Généralités
- Au Canada, la saison est diffusée en simultanée sur Citytv.

## Synopsis
Jake et Holt sont en Floride dans le cadre d'un programme de protection de témoins en attendant que l'escouade attrape Figgis. 

## Distribution

### Acteurs principaux
- Andy Samberg (VF : Emmanuel Garijo) : Lieutenant Jake Peralta
- Andre Braugher (VF : Thierry Desroses) : Capitaine Ray Holt
- Terry Crews (VF : Gilles Morvan) : Lieutenant-chef Terry Jeffords
- Melissa Fumero (VF : Hélène Bizot) : Lieutenant Amy Santiago
- Joe Lo Truglio (VF : Marc Perez) : Lieutenant Charles Boyle
- Stephanie Beatriz (VF : Ingrid Donnadieu) : Lieutenant Rosa Diaz
- Chelsea Peretti (VF : Patricia Piazza) : Gina Linetti
- Dirk Blocker (VF : Jean-François Aupied) : Lieutenant Hitchcock
- Joel McKinnon Miller (VF : Thierry Murzeau) : Lieutenant Scully

### Acteurs invités
- Maya Rudolph (VF : Barbara Delsol) : U.S. Marshal Karen Haas[1] (épisodes 1 et 2)
- Ken Marino (VF : Yann Guillemot) : Capitaine Jason Stentley / « C.J. »[2] (épisodes 2, 3 et 9)
- Jorma Taccone : Taylor[3] (épisode 1)
- Rhea Perlman : Estelle[4] (épisode 1)
- Jim O'Heir (VF : Paul Borne) : Shérif Reynolds[5] (épisodes 2 et 3)
- Eric Roberts (VF : Hervé Jolly) : Jimmy  Figgis / « Le Boucher »[6] (épisode 3)
- Zooey Deschanel (VF : Barbara Beretta) : Jess Day (crossover avec New Girl)[7] (épisode 4)
- Matt Walsh (VF : Michel Voletti) : Lieutenant Lohank (épisode 4)
- Jason Mantzoukas (VF : Laurent Morteau) : Adrian Pimento (épisodes 6, 7, 21 et 22)
- Jimmy Smits (VF : Lionel Tua) : M. Santiago, le père d'Amy[8] (épisode 7)
- Mary Lynn Rajskub (VF : Patricia Marmoras) : Genevieve Mirren-Carter, la compagne de Charles (épisode 10)
- Craig Robinson (VF : Pascal Vilmen) : Doug Judy, le voleur de Pontiac (épisode 12)
- Nathan Fillion (VF : Guillaume Orsat) : Mark Devereaux[9] (épisode 14)
- Greg Germann (VF : Pierre Tessier) : Gary Lurmax[9] (épisode 14)
- Desmond Harrington (VF : Stéphane Fourreau) : Officier Maldack (épisode 16)
- Gina Gershon (VF : Déborah Perret) : Lieutenant Melanie Hawkins[10] (épisodes 19 à 22)
- Ryan Phillippe (VF : Damien Witecka) : Milton Boyle[11] (épisode 21)

## Épisodes

### Épisode 1:Coral Palms: Première partie
- États-Unis /  Canada : 20 septembre 2016 sur FOX[12]
- France : 
  - 26 septembre 2016 sur Canal+ Séries (en VOSTFr)
  - 22 avril 2017 sur Canal+ Séries (en VF)

- États-Unis : 2,39 millions de téléspectateurs[13] (première diffusion)

- Maya Rudolph (U.S. Marshal Karen Haas)
- Rhea Perlman (Estelle)
- Betsy Sodaro (Jordan Carfton)
- Jorma Taccone (Taylor)
- Georgie Guinane (Carly)
- Susan Berger (Ruth)
- Billy Ray Gallion (Hestus)
- Algerita Wynn (Judy-Jill Lenda)

### Épisode 2:Coral Palms: Deuxième partie
- États-Unis /  Canada : 27 septembre 2016 sur FOX / Citytv
- France : 
  - 3 octobre 2016 sur Canal+ Séries (en VOSTFr)
  - 22 avril 2017 sur Canal+ Séries (en VF)

- États-Unis : 2,34 millions de téléspectateurs[14] (première diffusion)

- Ken Marino (Captain "C.J." Jason Stentley)
- Jim O'Heir (Sheriff Reynolds)
- Maya Rudolph (U.S. Marshal Karen Haas)
- Esther Povitsky (Emily)
- Susan Berger (Ruth)

### Épisode 3:Coral Palms: Troisième partie
- États-Unis /  Canada : 4 octobre 2016 sur FOX / Citytv
- France : 
  - 10 octobre 2016 sur Canal+ Séries (en VOSTFr)
  - 22 avril 2017 sur Canal+ Séries (en VF)

- États-Unis : 2,40 millions de téléspectateurs[15] (première diffusion)

- Eric Roberts (Jimmy Figgis)
- Ken Marino (Captain "C.J." Jason Stentley)
- Jim O'Heir (Sheriff Reynolds)
- Peter Banifaz (Rob)
- Bo Kane (John Lux)
- Doreene Hamilton (Gemma)
- Karen Y. McClain (Ann Lurks)

### Épisode 4:Horaires de nuit
- États-Unis /  Canada : 11 octobre 2016 sur FOX / Citytv
- France : 
  - 17 octobre 2016 sur Canal+ Séries (en VOSTFr)
  - 22 avril 2017 sur Canal+ Séries (en VF)

- États-Unis : 2,13 millions de téléspectateurs[16] (première diffusion)

- Zooey Deschanel (Jess)
- Matt Walsh (Detective Lohank)
- Antonio Raul Corbo (Nikolaj)
- Juan Alfonso (Mel Szeriank)
- Neil Campbell (Ian Britches)
- Minerva Garcia (Jennifer)
- Norma Michaels (Mildred Lench)
- Adwin Brown (Dylan)

### Épisode 5:Halloween IV
- États-Unis /  Canada : 18 octobre 2016 sur FOX / Citytv
- France : 
  - 24 octobre 2016 sur Canal+ Séries (en VOSTFr)
  - 2 août 2017 sur Canal+ (en VF)

- États-Unis : 2,05 millions de téléspectateurs[18] (première diffusion)

Winston Story (Bill)

### Épisode 6:Le Monstre dans le placard
- États-Unis /  Canada : 15 novembre 2016 sur FOX / Citytv
- France : 
  - 21 novembre 2016 sur Canal+ Séries (en VOSTFr)
  - 2 août 2017 sur Canal+ (en VF)

- États-Unis : 2,18 millions de téléspectateurs[19] (première diffusion)

- Jason Mantzoukas (Adrian Pimento)
- Antonio Raul Corbo (Nikolaj)
- Tara Karsian (Mara Ciprioni)
- Joe W. Keyes (Dino Ciprioni)

### Épisode 7:Monsieur Santiago
- États-Unis /  Canada : 22 novembre 2016 sur FOX / Citytv
- France : 
  - 28 novembre 2016 sur Canal+ Séries (en VOSTFr)
  - 3 août 2017 sur Canal+ (en VF)

- États-Unis : 2,19 millions de téléspectateurs[20] (première diffusion)

- Jason Mantzoukas (Adrian Pimento)
- Jimmy Smits (Victor Santiago)

### Épisode 8:Le Cycle du feu céleste
- États-Unis /  Canada : 29 novembre 2016 sur FOX / Citytv
- France : 
  - 5 décembre 2016 sur Canal+ Séries (en VOSTFr)
  - 3 août 2017 sur Canal+ (en VF)

- États-Unis : 2,37 millions de téléspectateurs[21](première diffusion)

- Fred Melamed (DC Parlov)
- Christopher Gehrman (Sam Boyle)

### Épisode 9:La Surmolition
- États-Unis /  Canada : 6 décembre 2016 sur FOX / Citytv
- France : 
  - 12 décembre 2016 sur Canal+ Séries (en VOSTFr)
  - 4 août 2017 sur Canal+ (en VF)

- États-Unis : 2,31 millions de téléspectateurs[22](première diffusion)

- Ken Marino (Captain "C.J." Jason Stentley)
- Sean Dillingham (Marco Severino)

### Épisode 10:Capitaine Lettonie
- États-Unis /  Canada : 13 décembre 2016 sur FOX / Citytv
- France : 
  - 19 décembre 2016 sur Canal+ Séries (en VOSTFr)
  - 4 août 2017 sur Canal+ (en VF)

- États-Unis : 2,15 millions de téléspectateurs[23](première diffusion)

- Mary Lynn Rajskub (Genevieve Mirren-Carter)
- Antonio Raul Corbo (Nikolaj Boyle)
- Lance Barber (Patrick)

### Épisode 11:Fugitive: Première partie
- États-Unis /  Canada : 1er janvier 2017 sur FOX[24] / Citytv
- France : 
  - 9 janvier 2017 sur Canal+ Séries (en VOSTFr)
  - 7 août 2017 sur Canal+ (en VF)

- États-Unis : 3,49 millions de téléspectateurs[25] (première diffusion)

Marshawn Lynch (lui-même)

### Épisode 12:Fugitive: Deuxième partie
- États-Unis /  Canada : 1er janvier 2017 sur FOX[24] / Citytv
- France : 
  - 9 janvier 2017 sur Canal+ Séries (en VOSTFr)
  - 7 août 2017 sur Canal+ (en VF)

- États-Unis : 3,49 millions de téléspectateurs[25] (première diffusion)

Marshawn Lynch (lui-même)

### Épisode 13:L'expert
- États-Unis /  Canada : 11 avril 2017 sur FOX[26] / Citytv
- France : 18 avril 2017 sur Canal+ Séries (en VOSTFr)
  - 8 août 2017 sur Canal+ (en VF)

- États-Unis : 1,91 million de téléspectateurs[27] (première diffusion)

- Kyle Bornheimer (Teddy Wells)
- Jama Williamson (Rachel)

### Épisode 14:Flics en série
- États-Unis /  Canada : 18 avril 2017 sur FOX / Citytv
- France : 25 avril 2017 sur Canal+ Séries (en VOSTFr)
  - 8 août 2017 sur Canal+ (en VF)

- États-Unis : 1,91 million de téléspectateurs[28] (première diffusion)

- Kimberly Herbert Gregory (Veronica Hopkins)
- Nathan Fillion (Mark Devereaux)
- Greg Germann (Gary Lurmax)

### Épisode 15:La dernière chevauchée
- États-Unis /  Canada : 25 avril 2017 sur FOX / Citytv
- France : 2 mai 2017 sur Canal+ Séries (en VOSTFr)
  - 9 août 2017 sur Canal+ (en VF)

- États-Unis : 1,88 million de téléspectateurs[29] (première diffusion)

- Kenny Stevenson (Mark)
- Drew Difonzo Marks (Greg)
- Dale Pavinski (Dom)
- Deren Tadlock (Marv)
- Kevin Dorff (Hank)

### Épisode 16:Meuh-meuh
- États-Unis /  Canada : 2 mai 2017 sur FOX / Citytv
- France : 9 mai 2017 sur Canal+ Séries (en VOSTFr)
  - 9 août 2017 sur Canal+ (en VF)

- États-Unis : 1,72 million de téléspectateurs[30] (première diffusion)

- Desmond Harrington (agent Maldack)
- Merrin Dungey (Sharon Jeffords)
- Kelsey Yates (Cagney Jeffords)
- Skyler Yates (Lacey Jeffords)
- Danny Araujo (Officer Jellison)
- Casey Feigh (Eugene)
- Mary Holland (Tricia)
- Karen Lew (Margo)
- Theodore John Barnes (Little Terry)
- Christopher Griffin (Bully)

### Épisode 17:La convention
- États-Unis /  Canada : 9 mai 2017 sur FOX / Citytv
- France : 16 mai 2017 sur Canal+ Séries (en VOSTFr)
  - 10 août 2017 sur Canal+ (en VF)

- États-Unis : 1,61 million de téléspectateurs[31] (première diffusion)

- Andy Daly (Jeffrey Bouché)
- Michael Gantz (Detective Dyson)
- Audrey Wasilewski (Cindy Shatz)
- Vishesh Chachra (Fred Manchille)
- Sarah Baker (Kylie)

### Épisode 18:À la poursuite d'Amy
- États-Unis /  Canada : 9 mai 2017 sur FOX / Citytv
- France : 16 mai 2017 sur Canal+ Séries (en VOSTFr)
  - 10 août 2017 sur Canal+ (en VF)

- États-Unis : 1,61 million de téléspectateurs[31] (première diffusion)

- Andy Daly (Jeffrey Bouche)
- Michael Gantz (Detective Dyson)
- Audrey Wasilewski (Cindy Shatz)
- Vishesh Chachra (Fred Manchille)
- Sarah Baker (Kylie)

### Épisode 19:Votre honneur
- États-Unis /  Canada : 16 mai 2017 sur FOX / Citytv
- France : 23 mai 2017 sur Canal+ Séries (en VOSTFr)
  - 11 août 2017 sur Canal+ (en VF)

- États-Unis : 1,65 million de téléspectateurs[32] (première diffusion)

- L. Scott Caldwell (Laverne Holt)
- Fernando Martinez (Marco)
- Abigail Marlowe (Daniella Andrade)
- Jason Boegh (Thad)
- Kim Estes (George Kenderson)

### Épisode 20:L'abattoir
- États-Unis /  Canada : 16 mai 2017 sur FOX / Citytv
- France : 23 mai 2017 sur Canal+ Séries (en VOSTFr)
  - 11 août 2017 sur Canal+ (en VF)

- États-Unis : 1,38 million de téléspectateurs[32] (première diffusion)

- Gina Gershon (Lieutenant Melanie Hawkins)
- Dutch Johnson (Billy Ocampo)

### Épisode 21:Tel est pris
- États-Unis /  Canada : 23 mai 2017 sur FOX / Citytv
- France : 30 mai 2017 sur Canal+ Séries (en VOSTFr)
  - 16 août 2017 sur Canal+ (en VF)

- États-Unis : 1,78 million de téléspectateurs[33] (première diffusion)

- Jason Mantzoukas (Adrian Pimento)
- Gina Gershon (Lieutenant Melanie Hawkins)
- Ryan Phillippe (Milton)
- Jillian Peterson (Brenda)
- Charles Carpenter (Paxton)
- Adam Johnson (Hayes Chett)
- Anita Bennett (Haley Lee)
- Rick Chambers (Kit Durnings)
- Liberty Chan (Anna Hsu)
- Johnny Ray Meeks (Samuel Miller)
- P.L. Brown (Judge Marinovich)
- Will Hines (Carl Kurm)
- Elisa Perry (Nancy Crunder)
- Adam Johnson (Hayes Chett)
- Emma Berry (Temma)
- Eugene Cordero (Pandemic)
- Kulap Vilaysak (Nightmare)
- Brent Briscoe (Matthew Langdon)
- Scott Aukerman (Glandis)
- Bunnie Rivera (Judy Forewoman)

### Épisode 22:Crimes et châtiments
- États-Unis /  Canada : 23 mai 2017 sur FOX / Citytv
- France : 30 mai 2017 sur Canal+ Séries (en VOSTFr)
  - 16 août 2017 sur Canal+ (en VF)

- États-Unis : 1,5 million de téléspectateurs[33] (première diffusion)

- Jason Mantzoukas (Adrian Pimento)
- Gina Gershon (Lieutenant Melanie Hawkins)
- Ryan Phillippe (Milton)
- Jillian Peterson (Brenda)
- Charles Carpenter (Paxton)
- Adam Johnson (Hayes Chett)
- Anita Bennett (Haley Lee)
- Rick Chambers (Kit Durnings)
- Liberty Chan (Anna Hsu)
- Johnny Ray Meeks (Samuel Miller)
- P.L. Brown (Judge Marinovich)
- Will Hines (Carl Kurm)
- Elisa Perry (Nancy Crunder)
- Adam Johnson (Hayes Chett)
- Emma Berry (Temma)
- Eugene Cordero (Pandemic)
- Kulap Vilaysak (Nightmare)
- Brent Briscoe (Matthew Langdon)
- Scott Aukerman (Glandis)
- Bunnie Rivera (Judy Forewoman)